# Чарльз Вітмен
Чарльз Джозеф Вітмен (нар. 24 червня 1941 — пом. 1 серпня 1966) — американський масовий вбивця, відомий як «Техаський снайпер з вежі». 1 серпня 1966 року Вітмен використовав ножі, щоб убити свою матір і свою дружину в їхніх будинках, потім пішов до Техаського університету в Остіні (UT Austin) з кількома вогнепальними зброями і почав без розбору стріляти в людей. Він застрелив трьох людей у головній будівлі UT Austin, а потім вийшов на оглядовий майданчик на 28-му поверсі годинникової вежі будівлі. Там він протягом 96 хвилин стріляв у випадкових людей, убивши ще одинадцять людей і поранивши ще 31, перш ніж був застрелений поліцейськими Остіна. Вітмен убив загалом шістнадцять осіб; 16-та жертва померла через 35 років від травм, отриманих під час нападу.

## Молодість і освіта
Чарльз Вітмен народився 24 червня 1941 року в Лейк-Ворті, штат Флорида, як старший із трьох синів Маргарет Е. (уродж. Ходжес) і Чарльза Адольфуса Вітмена-молодшого. Батько Вітмена виховувався в школі-інтернаті в Савані, штат Джорджія, і описував себе як людину, яка зробила себе сама. Його дружині, Маргарет, було 17 років, коли вони одружилися. Шлюб батьків Вітмена був затьмарений домашнім насильством ; Батько Вітмена був відомим авторитаристом, який забезпечував сім'ю, але вимагав від усіх майже досконалості. Відомо, що він був фізично та емоційно жорстоким щодо дружини та дітей.

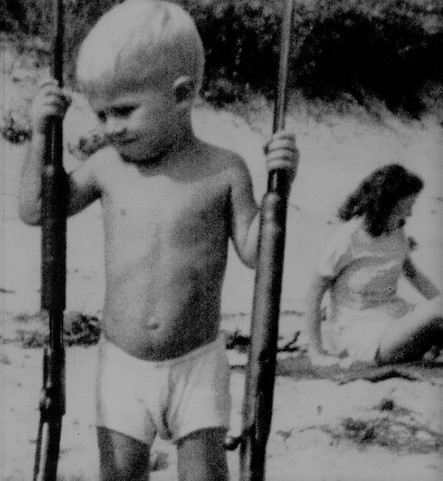
Вітмен у віці двох років, прибл. початок 1944 року

У дитинстві Вітмена описували як ввічливу дитину, яка рідко виходила з себе. Він був надзвичайно розумним — обстеження у віці шести років показало, що його IQ становив 139. Батьки заохочували успіхи Вітмена в навчанні, а будь-які ознаки невдач або млявість зустрічались дисциплінарними — часто фізичними — заходами з боку батька.
Маргарет була побожною католичкою, яка виховувала своїх синів у тій же конфесії. Брати Вітмен регулярно відвідували месу разом зі своєю матір'ю, і всі троє братів служили міністрантами у римо-католицькій церкві Святого Серця в Лейк-Ворті.
Батько Вітмена був колекціонером вогнепальної зброї та ентузіастом, який навчив кожного зі своїх маленьких синів стріляти, чистити та обслуговувати зброю. Він регулярно брав їх на полювання, і Чарльз став завзятим мисливцем і вправним стрільцем. Його батько сказав про нього: «Чарлі міг виколоти око білці, коли йому не було і шістнадцяти».
Вітмен приєднався до бойскаутів Америки в 11 років. Він став орлиним скаутом у дванадцять років і три місяці, як повідомляється, будучи при цьому наймолодшим з усіх орлиних скаутів до того часу. Вітмен також став досвідченим піаністом у віці 12 років. Приблизно в той же час він почав обширний маршрут розносу газет.

### Вища школа

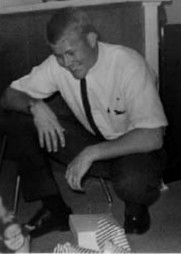
Вітмен близько 1959 року (18 років)

У вересні 1955 року Вітмен вступив до середньої школи Св. Анни у Вест-Палм-Біч, де його вважали помірно популярним студентом. До наступного місяця він заощадив достатньо грошей зі свого маршруту розносу газет, щоб придбати мотоцикл Harley-Davidson, який він використував на своєму маршруті.
Нічого не сказавши своєму батькові заздалегідь, Вітмен записався в Корпус морської піхоти Сполучених Штатів через місяць після закінчення середньої школи в червні 1959 року, де він став сьомим у класі з 72 учнів. Вітмен розповів другові сім'ї, що каталізатором його призову став інцидент, який стався місяцем раніше, коли батько побив його та кинув у сімейний басейн, тому що Вітмен прийшов додому п'яним. Вітмен пішов з дому 6 липня, отримавши призначення на вісімнадцятимісячну службу в морській піхоті в Гуантанамо, Куба. Коли Вітмен подорожував до острова Парріс, його батько, який досі не знав про призов Вітмена, дізнався про його вчинок і зателефонував до відділення федерального уряду, намагаючись скасувати призов сина.

### Морський піхотинець США та студент коледжу
Під час першої вісімнадцятимісячної служби в 1959 і 1960 роках Вітмен отримав значок шарпшутера та експедиційну медаль Корпусу морської піхоти. Він набрав 215 із 250 можливих балів у тестах на влучну стрільбу, добре показуючи швидку стрільбу на великі відстані, а також по рухомих цілях. (Хоча його називали «снайпером» у медіа-акаунтах, Вітмен ніколи не був справжнім снайпером або близьким до нього. Значок шарпшутера отримується досить регулярно та є другим після рівня експерта в стандартній кваліфікації.) Після виконання свого завдання, Вітмен подав заявку на отримання стипендії в Naval Enlisted Science and Education Program (NESEP), ініціативі, яка передбачає навчання військовослужбовців строкової служби в коледжах на інженерів, а після закінчення навчання — на офіцерів.
Вітмен отримав високі бали за обов'язковий іспит, і відбіркова комісія схвалила його зарахування до підготовчої школи в Меріленді, де він закінчив курси з математики та фізики, був затверджений для переведення до Техаського університету в Остіні для вивчення машинобудування.

## Університетське життя
У вересні 1961 року Вітмен вступив на програму машинобудування в UT Austin. Спочатку він був бідним студентом. Його хобі включали карате, підводне плавання, азартні ігри та полювання. Невдовзі після вступу Вітмена і двох його друзів помітили за браконьєрським полюванням на оленя, а перехожий записав його номерний знак і повідомив про це поліції. Трійця розбирала оленя в душі в гуртожитку Вітмена, коли їх заарештували. Вітмена оштрафували на 100 доларів (1,000 доларів у 2022) за правопорушення.
Вітмен заробив репутацію жартівника ще в роки навчання на інженерному факультеті, але його друзі також відзначали, що він робив деякі хворобливі та моторошні висловлювання. У 1962 році він зауважив своєму однокурснику: «Людина могла б протистояти армії з вершини [годинникової вежі Головного будинку], перш ніж вони її схоплять».

### Шлюб

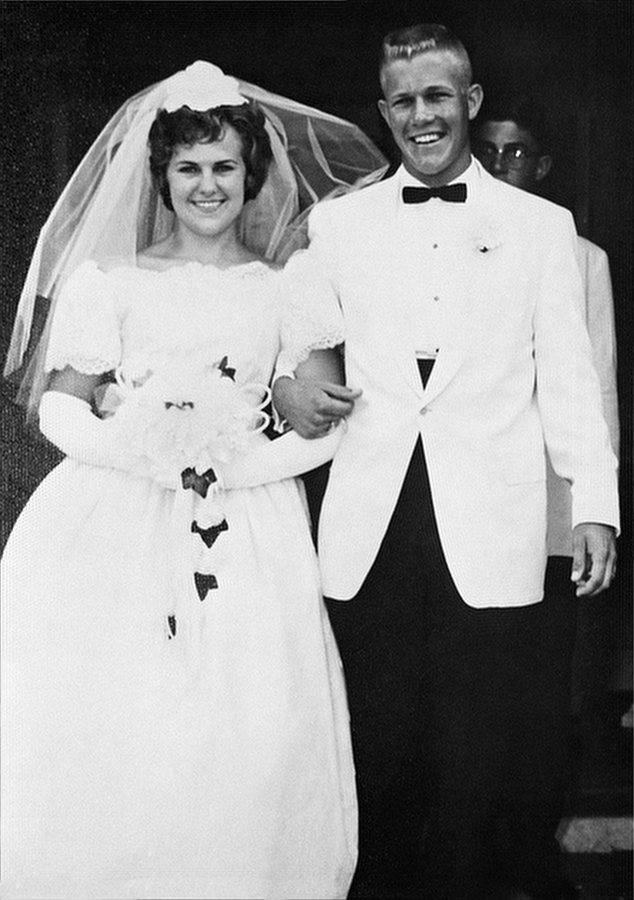
Вітмен і Лейснер на весіллі в 1962 році

У лютому 1962 року 20-річний Вітмен познайомився з Кетлін Френсіс Лейснер, студенткою педагогічного факультету, яка була на три роки молодша за нього. Лейснер була першою серйозною дівчиною Вітмена; він недовго зустрічався з актрисою Дінною Дунаган незадовго до того, як розпочав стосунки з Лейснер. Вони зустрічалися п'ять місяців, перш ніж 19 липня оголосили про заручини.
17 серпня 1962 року Вітмен і Лейснер одружилися на католицькій церемонії, що відбулася в рідному місті Лейснер Нідвіллі, штат Техас. Датою весілля пара вибрала 22-у річницю весілля батьків Вітмена. Сім'я Вітмена приїхала з Флориди, щоб відвідати захід, а його молодший брат Патрік був кумом. Головував на церемонії отець Ледук, друг родини Вітменів. Сім'я та друзі Лейснер схвалили її вибір чоловіка, описуючи Вітмена як «красивого молодого чоловіка», який був одночасно розумним і амбітним.
Хоча оцінки Вітмена дещо покращилися протягом другого та третього семестрів, морські піхотинці вважали їх недостатніми для продовження його стипендії. У лютому 1963 року його призвали на дійсну службу і відправився в Кемп-Леджейн у Північній Кароліні на решту свого п'ятирічного терміну служби.

### Кемп-Леджейн
Вітмен, очевидно, обурювався, що його навчання в коледжі закінчилося, хоча його автоматично підвищили до звання старшого капрала. У Кемп-Леджейн він був госпіталізований протягом чотирьох днів після того, як самотужки звільнив іншого морського піхотинця, піднявши джип, який перекинувся через насип.
Незважаючи на репутацію зразкового морського піхотинця, Вітмен продовжував грати в азартні ігри. У листопаді 1963 року він був відданий під військовий суд за азартні ігри, лихварство, володіння особистою вогнепальною зброєю на базі та погрози іншому морському піхотинцю через позику в 30 доларів (300 доларів у 2022), за яку він вимагав 15 доларів відсотків. Засуджений до тридцяти днів ув'язнення і дев'яноста днів каторжних робіт, він був розжалуваний з молодшого капрала (E-3) до рядового (E-1).

## Задокументовані стресори

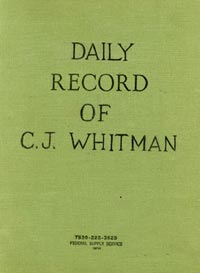
Щоденник Вітмена

Очікуючи військового суду в 1963 році, Вітмен почав писати щоденник під назвою Daily Record of CJ Whitman. У ньому він писав про повсякденне життя в Корпусі морської піхоти та про спілкування з дружиною та іншими членами сім'ї. Він також написав про свій майбутній військовий суд і зневагу до Корпусу морської піхоти, критикуючи їх за неефективність. У своїх записах про Лейснер Вітмен часто хвалив її і висловлював бажання бути з нею. Він також писав про зусилля та плани звільнитися від фінансової залежності від батька.
У грудні 1964 року Вітмен був з честю звільнений з морської піхоти. Він повернувся до UT Austin, вступивши на архітектурно-інженерну програму. Щоб утримувати дружину та себе, він працював інкасатором у фінансовій компанії Standard. Пізніше він працював касиром у Національному банку Остіна. У січні 1965 року Вітмен влаштувався на тимчасову роботу в Central Freight Lines інспектором дорожнього руху в Департаменті шосе Техасу, а його дружина працювала вчителем біології в середній школі Ланьє. Він також був лідером скаутів-добровольців у Остінському скаутському загоні 5.
Пізніше друзі сказали, що Вітмен розповідав їм, як двічі бив дружину. Вони сказали, що Вітмен зневажав себе за це і зізнався, що «смертельно боїться бути схожим на свого батька». У щоденнику Вітмен скаржився на свої дії та вирішив бути хорошим чоловіком, а не жорсткоким, як його батько.

### Розлука батьків Вітмена
У травні 1966 року мати Вітмена оголосила про своє рішення розлучитися з чоловіком через його постійне фізичне насильство. Вітмен поїхав до Флориди, щоб допомогти матері переїхати до Остіна. Як повідомляється, він настільки боявся, що його батько вдасться до насильства щодо його матері, коли вона готувалася йти, що він викликав місцевого поліцейського, щоб той залишився біля будинку, поки вона пакує свої речі. Наймолодший брат Вітмена, Джон, також залишив Лейк-Ворт і разом з матір'ю переїхав до Остіна. Патрік Вітмен, середній син, залишився у Флориді і працював у батьковому бізнесі з постачання сантехніки.
В Остіні мати Вітмена влаштувалася на роботу в кафетерій і переїхала у власну квартиру, хоча вона залишалася в тісному контакті з ним. Пізніше батько Вітмена сказав, що він витратив понад 1000 доларів (9,600 доларів у 2022) на міжміські телефонні дзвінки як своїй дружині, так і своєму сину, благаючи дружину повернутися та просячи сина переконати її повернутися. У цей напружений період Вітмен зловживав амфетамінами і почав відчувати сильні головні болі, які він описав як «страшні».

## Події, що призвели до стрілянини

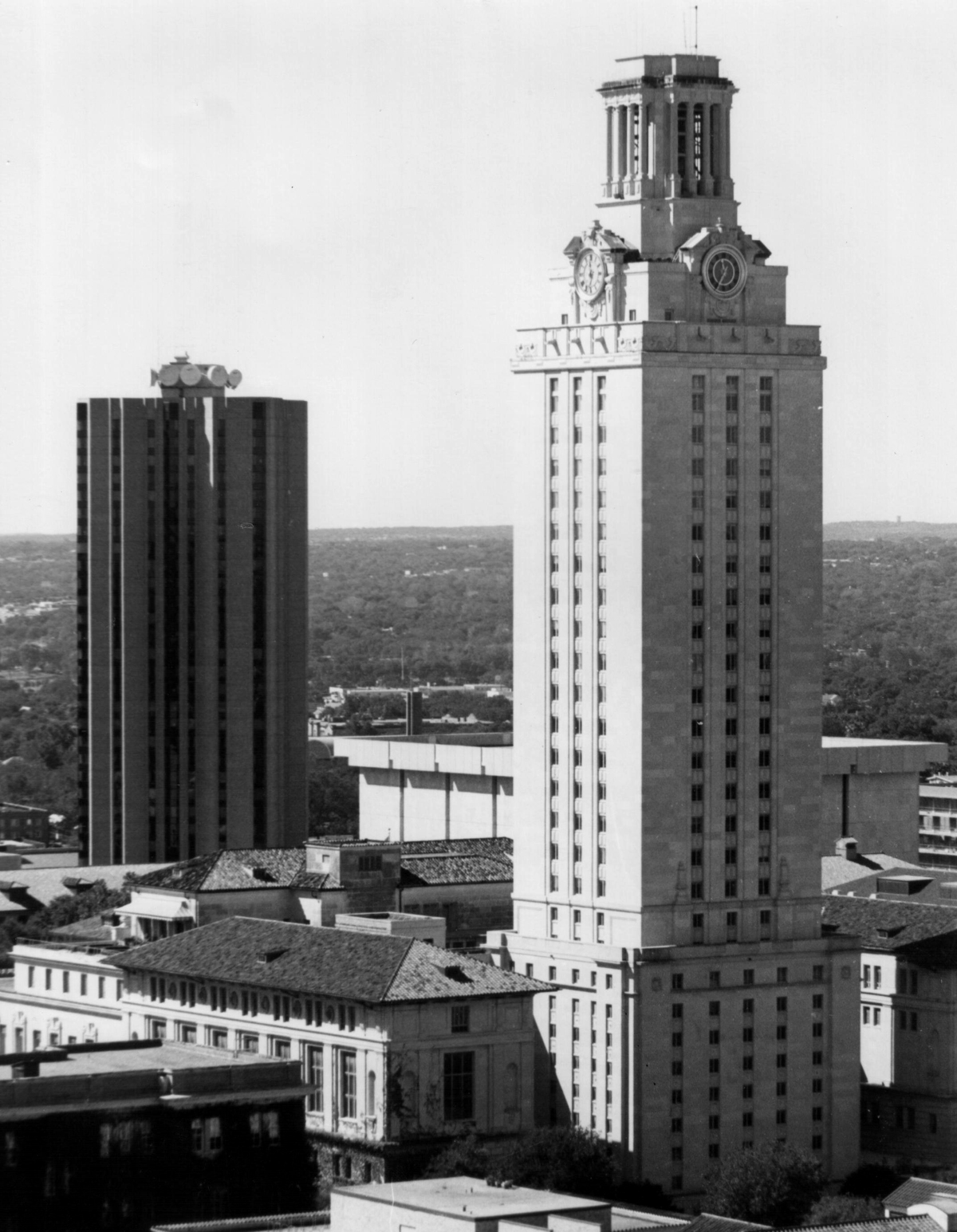
Головна будівля Техаського університету в Остіні. Вітмен піднявся на оглядовий майданчик і розстрілював людей на рівні землі.

За день до стрілянини Вітмен купив бінокль і ніж у господарському магазині, а також трохи консервів в магазині 7-Eleven. Він забрав дружину з її літньої роботи телефоністом перед тим, як зустрітися з матір'ю на обід у їдальні Wyatt, яка була неподалік від кампусу UT Austin.
Близько 16:00 того ж дня Вітмен і його дружина відвідали своїх близьких друзів, Джона і Френсіс Морган. Вони вийшли з квартири Морганів о 17:50, щоб Кеті могла встигнути на свою зміну з 18:00 до 22:00.

О 6:45 вечора Вітмен почав друкувати свою передсмертну записку, у частині якої було написано:
До тих, кого може це стосуватися: Я щойно позбавив життя свою матір. Я дуже засмучений тим, що зробив. Однак я відчуваю, що якщо є рай, то вона зараз точно там [...] Мені дуже шкода [...] Нехай у вас не залишиться жодних сумнівів, що я любив цю жінку всім своїм серцем.
У записці Вітмен вимагав проведення розтину його останків після його смерті, щоб визначити, чи була біологічна причина його дій і постійних та дедалі сильніших головних болів. Він також написав, що вирішив убити і матір, і дружину. Висловлюючи невпевненість щодо своїх причин, він, тим не менш, заявив, що не вірить, що його мати «коли-небудь насолоджувалася життям так, як вона має на це право», і що його дружина «була для мене такою прекрасною дружиною, про яку будь-який чоловік може тільки мріяти». Далі Вітмен пояснив, що він хотів позбавити свою дружину та матір від страждань цього світу та позбавити їх від збентеження через свої дії. Про планування нападу в університеті він не згадував.
Відразу після півночі 1 серпня Вітмен поїхав до квартири своєї матері на вулиці Гуадалупе, 1212. Убивши матір, він поклав її тіло на ліжко і накрив простирадлом. Те, як він убив свою матір, є суперечливим, але чиновники вважають, що він змусив її втратити свідомість, перш ніж вдарити ножем у серце.

Біля її тіла він залишив рукописну записку, у якій частково було написано:
Друзі перервали. 8-1-66, понеділок. 3:00 ранку. ОБИДВІ МЕРТВІ.
Потім Вітмен повернувся до свого будинку на Джуелл-стріт, 906, де він убив свою дружину, завдавши їй п'ять ударів ножем у груди, коли вона спала. Він накрив її тіло простирадлами, а потім повернувся до машинописної записки, яку почав писати напередодні ввечері. Кульковою ручкою він написав збоку сторінки:
Я уявляю, що це виглядає так, ніби я жорстоко вбив обох моїх близьких. Я лише намагався зробити швидку і ретельну роботу [...] Якщо мій поліс страхування життя дійсний, будь ласка, сплатіть мої борги [...] решту коштів анонімно пожертвуйте до фонду психічного здоров'я. Можливо, дослідження зможуть запобігти подальшим трагедіям такого типу [...] Віддайте нашого собаку моїм родичам. Скажіть їм, що Кеті дуже любила Шочі [...] Якщо ви зможете виконати моє останнє бажання, кремуйте мене після розтину.
Вітмен продовжив записку, закінчивши її ручкою:
8-1-66. Я так і не зміг цього зробити. Ці думки для мене надто важкі.
Вітмен також залишив інструкції в орендованому будинку з проханням проявити два рулони фотоплівки та написав особисті нотатки кожному зі своїх братів. Востаннє він написав на конверті з написом «Думки на день», у якому зберігав збірку письмових попереджень. На зовнішній стороні конверта він додав:
Я не зовсім розумію, що змушує мене писати цього листа. Можливо, щоб залишити якусь неясну причину для дій, які я останнім часом робив. Я сам не дуже розумію себе в ці дні. Я мав би бути середньостатистичним розсудливим та інтелігентним молодим чоловіком. Однак останнім часом (не можу пригадати, коли це почалося) я став жертвою багатьох незвичних та ірраціональних думок. Ці думки постійно повторюються, і це вимагає величезних розумових зусиль, щоб зосередитися на корисних і прогресивних завданнях.
О 5:45 ранку 1 серпня 1966 року Вітмен зателефонував начальнику своєї дружини в Bell System, щоб пояснити, що Кеті захворіла і не могла працювати того дня. Через п'ять годин він подзвонив на роботу своєї матері.
Останні записи в щоденнику Вітмена були написані в минулому часі, що свідчить про те, що він уже вбив свою дружину та матір.

## Стрілянина у вежі Техаського університету
Приблизно об 11:35 год ранку, Вітмен прибув до кампусу UT Austin. Він назвався науковим співробітником і сказав охоронцеві, що прийшов туди, щоб доставити обладнання. Потім він піднявся на 28-й поверх годинникової вежі Головної будівлі, убивши трьох людей у вежі, і відкрив вогонь з оглядового майданчика з мисливської рушниці та іншої зброї.
За 96 хвилин до того, як його застрелив Раміро Мартінес з поліції Остіна, Вітмен вбив чотирнадцять осіб і поранив 31. Він і патрульний Х'юстон МакКой вибігли на вершину вежі, щоб зупинити Вітмена.

## Смерть і слідство

### Медична історія
Слідчі встановили, що Вітмен відвідав кількох лікарів UT Austin за рік до стрілянини; йому призначили різні ліки. З осені по зиму 1965 року Вітмен відвідав щонайменше п'ять лікарів, перш ніж відвідати психіатра, від якого не отримав рецепта. Іншим разом йому прописав валіум Ян Кохрум, який порадив йому відвідати психіатра університетського містечка.
29 березня 1966 Вітмен зустрівся з Морісом Діном Хітлі, штатним психіатром Центру охорони здоров'я Техаського університету. Він згадав про візит до Хітлі у останній передсмертній записці, написавши: «Одного разу я розмовляв з лікарем близько двох годин і намагався передати йому свої страхи, які я відчував, що прийшли [sic] непереборні насильницькі імпульси. Після одного візиту я більше ніколи не бачив Доктора, і відтоді боровся зі своїм душевним хвилюванням на самоті, і, здавалося, безрезультатно».
У нотатках Хітлі про візит говориться: «Цей масивний, м'язистий юнак, здавалося, сочився ворожістю […] що з ним ніби щось відбувається, і що він не був таким». «Він охоче визнає, що мав приголомшливі періоди ворожнечі з мінімальною кількістю провокацій. Повторні запити, намагаючись проаналізувати його точний досвід, не були надто успішними, за винятком його яскравої згадки про те, що він „думав про те, щоб піднятися на вежу з оленячою рушницею і почати стріляти в людей“».

### Розтин
Незважаючи на те, що Вітмену прописали ліки і він мав декседрин на момент смерті, токсикологічне дослідження було відкладено, оскільки Вітмена було забальзамовано 1 серпня, після того як його тіло було доставлено в похоронне бюро Кука в Остіні. Однак у передсмертних записках, залишених Вітменом, містився запит на розтин, який був схвалений його батьком.
2 серпня Колман де Шенар (невропатолог у державній лікарні Остіна) провів розтин у похоронному бюро. Сечу та кров вилучили на наявність слідів амфетамінів чи інших речовин. Під час розтину Шенар виявив пухлину головного мозку «розміром з пекан», яку він назвав астроцитомою з невеликою кількістю некрозу.

### Комісія Конналлі
Джон Конналлі, тодішній губернатор Техасу, доручив оперативній групі вивчити результати розтину та матеріали, пов'язані з діями та мотивами Вітмена. Комісія складалася з нейрохірургів, психіатрів, патологів і психологів, а також директорів Центру охорони здоров'я Техаського університету Джона Уайта і Моріса Хітлі. Токсикологічні дослідження комісії не виявили нічого істотного. Вони дослідили парафінові блоки пухлини головного мозку Ченара, пофарбовані зразки цієї пухлини та іншу мозкову тканину Вітмена, на додаток до решти наявних зразків розтину.
Після тригодинного слухання 5 серпня комісія дійшла висновку, що діагноз Шенара щодо астроцитоми з невеликим некрозом був помилковим. Комісія натомість виявила, що пухлина має ознаки мультиформної гліобластоми з широко поширеними ділянками некрозу, частоколом клітин і «значним судинним компонентом», описаним як такий, що має «природу невеликої вродженої судинної вади». Психіатри, які зробили внесок у звіт, дійшли висновку, що «зв'язок між пухлиною головного мозку та […] діями Вітмена […] не може бути встановлений з ясністю. Однак […] пухлина, ймовірно, могла сприяти його нездатності контролювати свої емоції та дії». Неврологи та невропатологи були більш обережними, дійшовши висновку, що «застосування існуючих знань про органічну функцію мозку не дозволяє нам пояснити дії Вітмена першого серпня».
Судово-медичні слідчі припустили, що пухлина тиснула на мигдалеподібне тіло Вітмена, частину мозку, пов'язану з тривогою та реакціями «бийся або тікай» .

## Похорон
5 серпня 1966 року в Лейк-Ворті, штат Флорида, відбулася спільна католицька служба похорону Вітмена та його матері. Їх поховали у меморіальному парку Гіллкрест у Флориді. Оскільки він був військовим ветераном, Вітмена поховали з військовими почестями; його труна була задрапірована американським прапором.